# McCrae (del av en befolkad plats i Australien)
McCrae är en del av en befolkad plats i Australien. Den ligger i kommunen Mornington Peninsula och delstaten Victoria, omkring 60 kilometer söder om delstatshuvudstaden Melbourne. Antalet invånare är 2 543.
Närmaste större samhälle är Rosebud, nära McCrae. 
Runt McCrae är det ganska tätbefolkat, med 129 invånare per kvadratkilometer. Genomsnittlig årsnederbörd är 939 millimeter. Den regnigaste månaden är juni, med i genomsnitt 128 mm nederbörd, och den torraste är januari, med 44 mm nederbörd.